# Endeis flaccida
Endeis flaccida is een zeespin uit de familie Endeidae. De soort behoort tot het geslacht Endeis. Endeis flaccida werd in 1923 voor het eerst wetenschappelijk beschreven door Calman. 